# Ricardo Otxoa
Ricardo Otxoa Palacios (Barakaldo, 30 agosto 1974 – Cártama, 15 febbraio 2001) è stato un ciclista su strada spagnolo di origine basca.
Gemello di Javier Otxoa, anch'egli ciclista, è morto il 15 febbraio 2001, dopo essere stato investito da una macchina durante un allenamento col fratello, rimasto gravemente ferito nell'incidente e in seguito attivo nel paraciclismo. Alla sua memoria è stato dedicato il Circuito de Getxo.

## Piazzamenti

### Grandi Giri
- Giro d'Italia

2000: 42º

### Classiche monumento
- Liegi-Bastogne-Liegi

2000: 95º